# Scarabaeus sanctus
Scarabaeus sanctus (лат.) — вид жуков рода Скарабеи из семейства Пластинчатоусые. Этот жук скатывает комок навоза, прежде чем отложить на него яйца и закопать. Обитает в Индии и на Шри-Ланке.

## Описание
Тело Scarabaeus sanctus имеет форму широкого овала от 21 до 26 мм в длину. Окрас темно-синий, зеленый или медный. Брюшко и ноги почти черные. Голова, ноги и боковые стороны груди покрыты черными волосами. Спинка блестящая, сильно пунктированная. Голова угловатая, густо покрытая морщинками и ямками. На наличнике торчащие короткие волоски. Переднеспинка умеренно выпуклая и густо пунктированная или зернистая. Щиток заметен. Надкрылья мелко исчерчены, с грубыми промежутками. Боковые стороны заднегруди очень тонко и скудно пунктированы.